# Кола (язык)
Кола (Kola, Kulaha, Marlasi, Warilau) — один из языков ару, распространённый среди жителей островов Ару.
Язык кола используется на острове Кола, на северном конце островов Ару, но также на нём говорит народ кола, живущие в деревне Добо и других юго-восточных частях провинции Малуку. Кола лексически схож на 77 % с языком компане и на 70 % с уджирским языком.
У языка кола также есть диалект компане (Komfana, Kongampani, Kompane), на котором говорит народ комфана, проживающий на северо-востоке островов Ару, остров Конган, восточнее острова Вокам, а также в деревне Компане на юге провинции Малуку.